# Ковязин, Алексей Олегович
Алексей Олегович Ковязин (17 января 1970) — российский биатлонист, специализировавшийся в летнем биатлоне (кросс), неоднократный чемпион мира, Европы и России по этому виду спорта. В зимнем биатлоне — призёр чемпионатов России. Заслуженный мастер спорта России по летнему биатлону, мастер спорта СССР по биатлону.

## Биография
Занимался биатлоном с 12 лет. Окончил школу-интернат спортивного профиля в Екатеринбурге. Первые тренеры — В. А. Демидов и Н. С. Сорокин, на взрослом уровне тренировался под руководством М. В. Шашилова, Н. И. Чегодаева, Бориса Захаровича Белоносова и С. И. Идинова. Представлял город Новоуральск и Свердловскую область, выступал за спортивный клуб «Кедр» и Российскую армию.
Звание «Мастер спорта СССР» получил в 1991 году. В 1999 году, после победы на чемпионате мира, присвоено звание «Мастер спорта России международного класса», а в 2001 году — «заслуженный мастер спорта России».
На чемпионатах мира по летнему биатлону дебютировал в 1999 году в Раубичах и в составе российской сборной стал чемпионом в эстафете. В 2000 году в Ханты-Мансийске снова стал чемпионом в эстафете, а также завоевал бронзу в гонке преследования и занял четвёртое место в спринте. В 2001 году в Душники-Здруй завоевал серебро в спринте и бронзу в эстафете. В 2002 году в Яблонце стал 30-м в спринте и 19-м в гонке преследования, а в эстафетную команду не попал. В 2003 году в Форни-Авольтри одержал победу в гонке преследования и завоевал два серебра — в спринте и эстафете, а в масс-старте стал девятым. Также принимал участие в чемпионате мира 2006 года в Уфе, где остался без медалей — в спринте финишировал шестым, а в пасьюте — пятым.
В 2003 году принимал участие в чемпионате Европы по летнему биатлону в Санкт-Петербурге (Токсово), на котором стал трёхкратным чемпионом — в спринте, пасьюте и масс-старте. В 2006 году в Цесисе также завоевал три золота — в спринте, масс-старте и смешанной эстафете. На следующий год на европейском чемпионате в Тысовце стал чемпионом в масс-старте и серебряным призёром в смешанной эстафете.
Также становился призёром чемпионата России по летнему биатлону, в том числе завоевал бронзу в эстафете в 2003 году.
В зимнем биатлоне становился неоднократным призёром чемпионата России, в том числе серебряным — в 2001 году в командной гонке, бронзовым — в 2003 году в командной гонке и гонке патрулей. Чемпион зимней Универсиады 1997 года в корейском Муджу в составе российской эстафеты.
После окончания спортивной карьеры работает директором спортивного клуба «Кедр» в Новоуральске. На зимней Олимпиаде-2014 в Сочи входил в судейскую бригаду.

## Личная жизнь
Женат, есть дочь Анна (2001 г.р.). Окончил Свердловский горный институт.